# Esmeralda (1884)
El Esmeralda fue un crucero protegido de la Armada de Chile, y el tercer buque de la citada armada en portar su distinguido nombre. Su adquisición dio a Chile supremacía naval en el cono sudamericano. Tras servir en la armada chilena por 10 años fue vendido indirectamente a Japón, donde, con el nombre de Izumi, tuvo una destacada participación en la batalla de Tsushima, de la guerra ruso-japonesa.[cita requerida]
Fue el primer crucero blindado del mundo, y fue el primero en dejar la vela como sistema de propulsión principal, aunque mantuvo el aparejo.
Considerado el más rápido de su época (18.3 nudos) y con la mejor artillería embarcada (254 mm), se hizo fama en su momento como el buque de guerra más significativo de la costa del Pacífico latinoamericano y más poderoso del mundo.

## Diseño

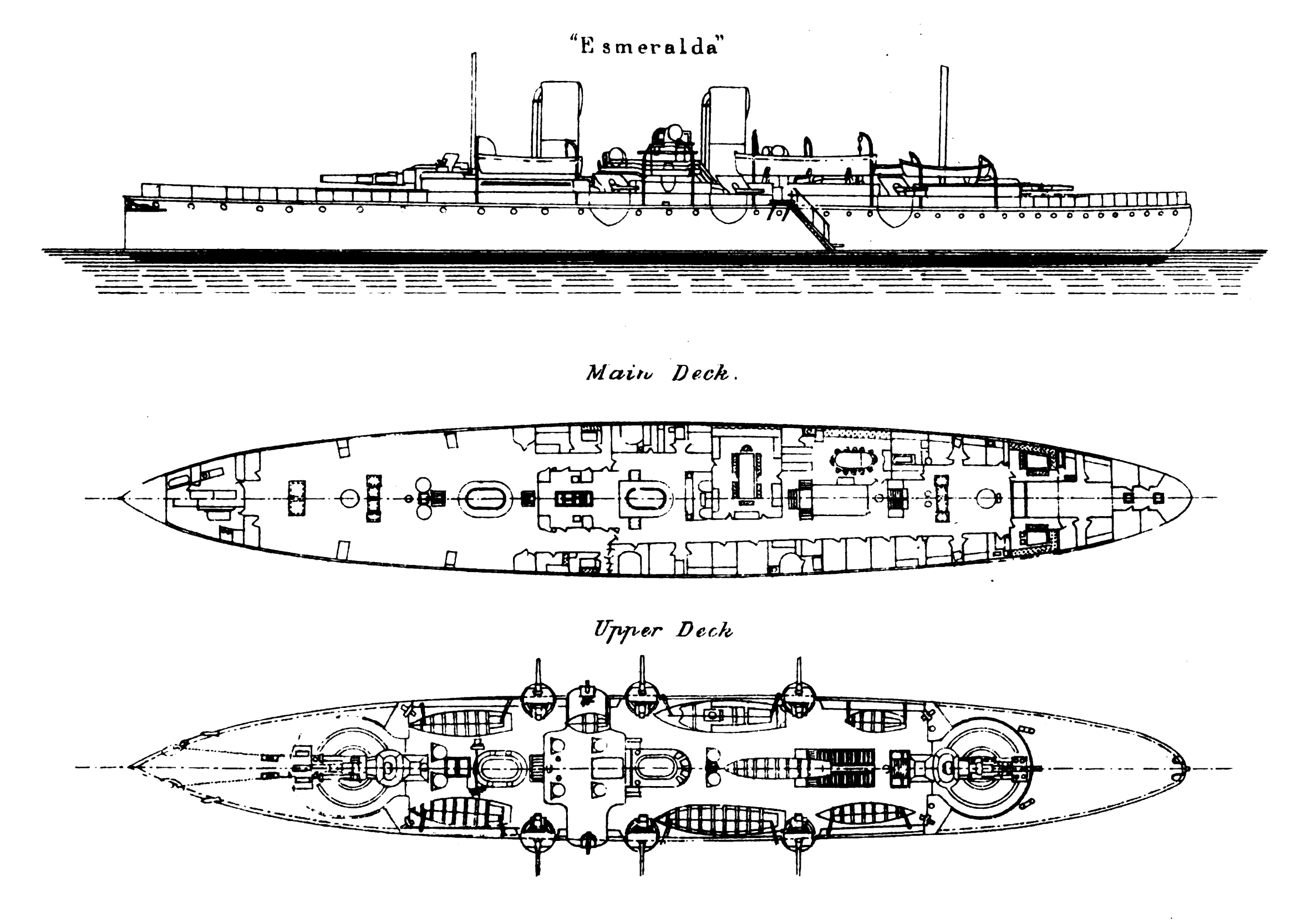
Diagrama del crucero Esmeralda / Izumi.

Fue uno de los primeros barcos de su tipo, el cual recogía el aprendizaje obtenido en la Guerra del Pacífico, donde la velocidad del Huáscar y principalmente de La Unión fueron un problema casi insalvable para las fragatas blindadas Cochrane y Blanco Encalada.
Fue financiado por erogación popular patriótica, aprovechando el prestigio ganado por la corbeta Esmeralda en el combate naval de Iquique, que a esa fecha alcanzaba su apogeo.[cita requerida]
Diseñado por George Wightwick Rendel y William Armstrong, fue construido en astilleros W.G.Armstrong & Mitchell and Co. Ltd., de Low Walker, Inglaterra. Su quilla fue puesta en grada el 5 de abril de 1881 y llegó a Chile el 16 de octubre de 1884.
William Armstrong, desarrollo una gran cobertura comercial y publicitaria en las marinas europeas, en especial en Inglaterra con un buque de guerra más innovador que los actuales para aumentar las ventas militares. Se jactó ante los medios de prensa en 1884 de que el Esmeralda era "el crucero más rápido y más poderosamente armado del mundo" y que estaba "casi absolutamente a salvo de los peores efectos de los proyectiles de sus contemporáneos". Creía que el tipo de buque de guerra de madera y hierro armado con cañones de avancarga debía dar paso al crucero protegido, ejemplificado por el crucero Esmeralda.
Armstrong profetizó que marcaría el comienzo del final de los lentos blindados y acorazados. Por el precio de un acorazado, se podrían construir varios cruceros y que los cruceros protegidos como el Esmeralda serían aclamados por las armadas como "el acorazado del futuro".
Tenía casco de acero Siemens, dos anchas chimeneas altas en línea de crujía y dos mástiles. Carecía de doble fondo. Su cubierta protegida tenía un espesor de 1 pulgada sobre las santabárbaras, departamentos de máquinas y calderas y en sus extremos. La combinación de cubierta protegida integral, complementada con subdivisiones celulares sobre ella, daba una razonable protección a sus partes vitales, flotabilidad y estabilidad.
Poseía una proa vertical que bajo la superficie se proyectaba como un espolón, detrás de la primera chimenea estaba ubicado el puente del timón y encima de éste, el puente protegido blindado en forma de rectángulo. Sus mayores defectos y críticas eran su bajo francobordo de apenas 3.35 m (11 pies) que en mar gruesa mantenía su cubierta permanente húmeda y los cañones mojados, no poseer un sistema de gobierno alternativo y el tamaño limitado de los depósitos de carbón que le restaba autonomía. Adicionalmente se dudaba de su capacidad como plataforma artillera estable con el armamento de cañones de 10 pulgadas (254 mm). 
La maquinaria de propulsión consistía en dos motores de vapor compuestos horizontales construidos por R y W Hawthorn, que eran alimentados por cuatro calderas de tubos internos de dos extremos. Los motores se colocaron en compartimentos separados. En las pruebas de mar, el Esmeralda y su maquinaria produjeron una potencia de 6803 hp (5070 kW), por lo que logró desarrollar una velocidad de 18,3 nudos (34 kmh; 21 mph). El barco generalmente transportaba hasta 400 toneladas largas (410 t) de carbón, pero se podía transportar un máximo de 600 toneladas largas (610 t) si fuera necesario. Cabe destacar que el barco no estaba equipado con un aparejo de vela.
La cubierta de cañones estaba bastante despejada de aparatajes y su diseño era de reducto central abierto.

## Historial

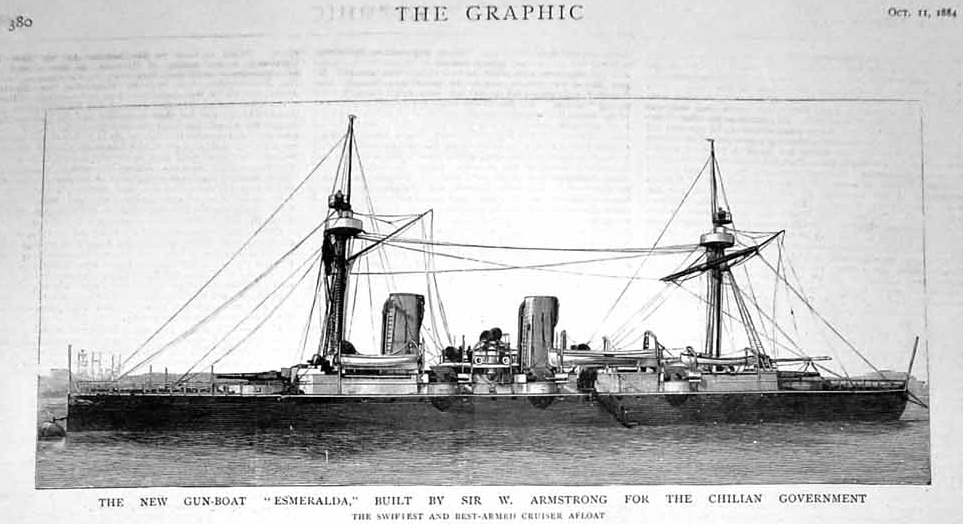
Dibujo del Esmeralda en 1884.

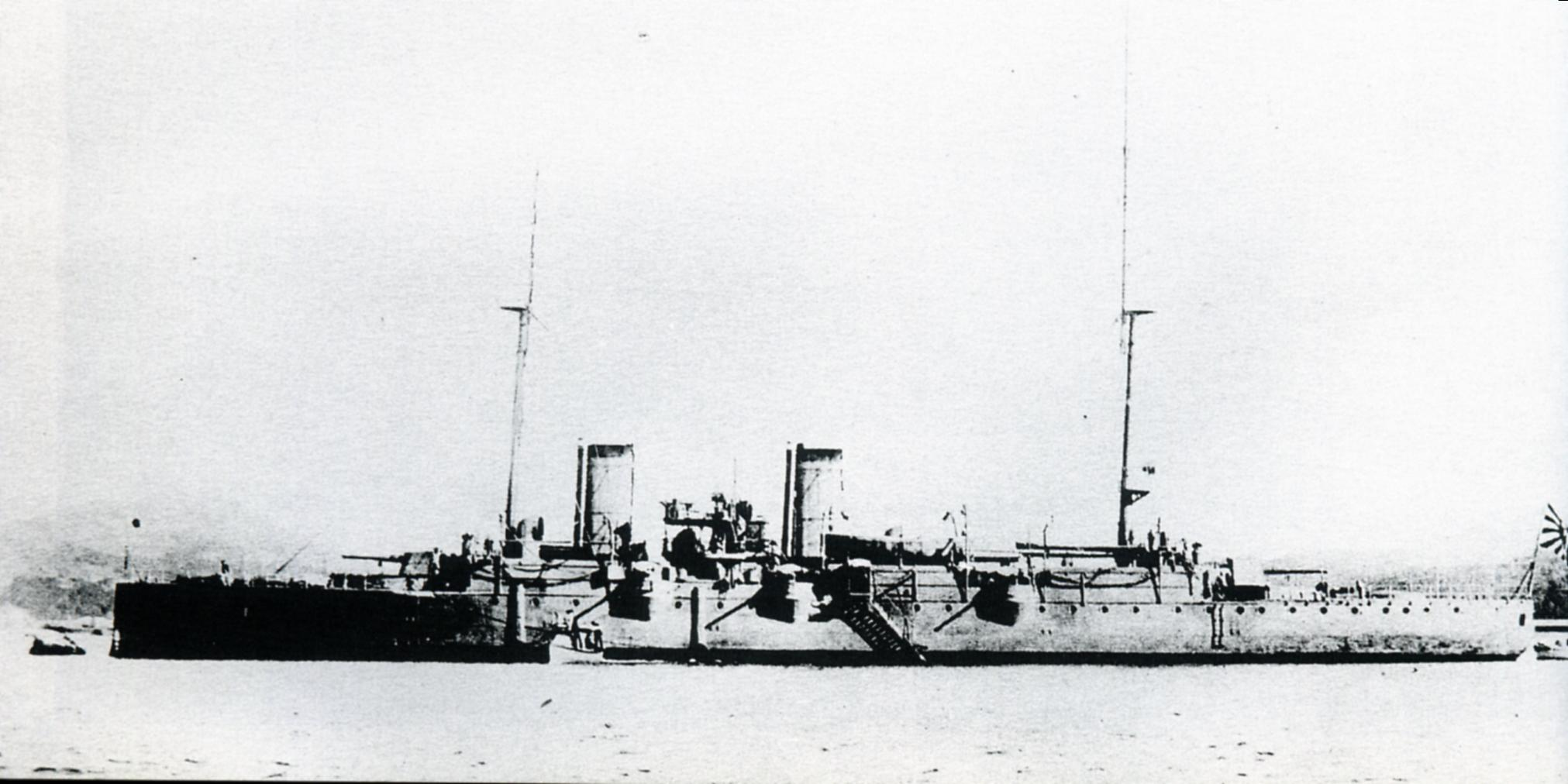
Fotografía en Sasebo, como el crucero Izumi (1908).

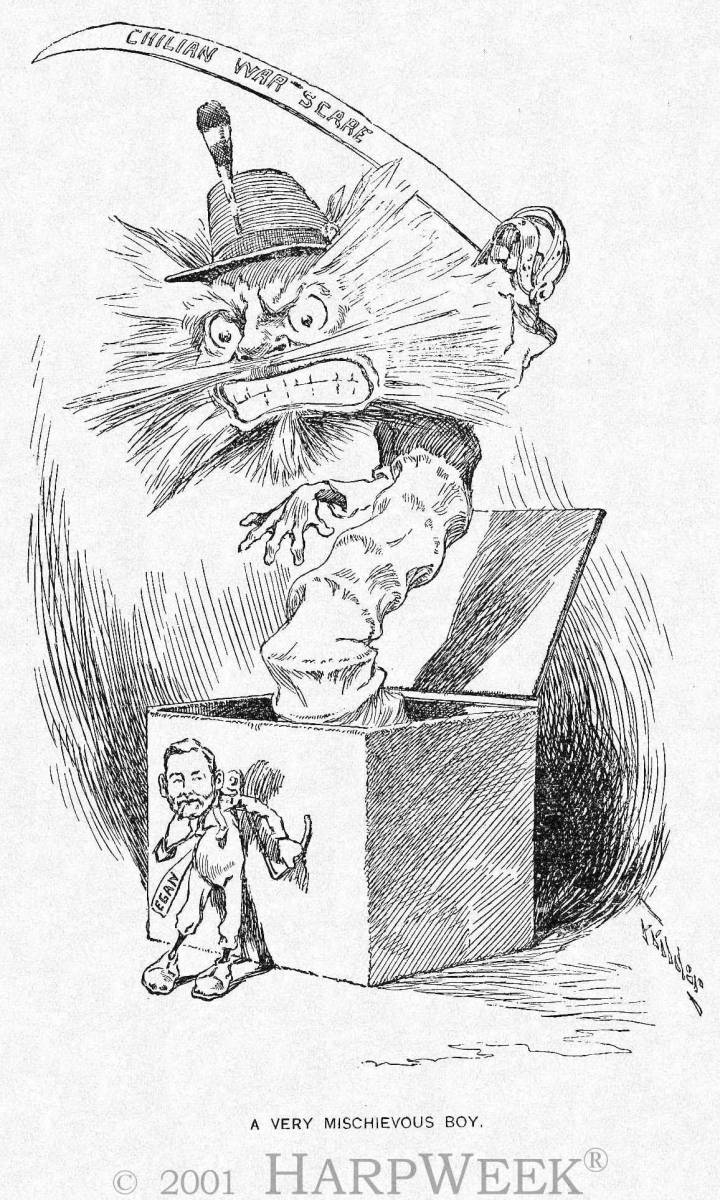
Un niño travieso que destapa una caja de sorpresas. En el sable aparece la inscripción "El susto de la guerra con Chile". Una revista estadounidense publicó esta caricatura de Patrick Egan para criticar su temeraria política (Harper's Weekly, 14 de noviembre de 1891).

Su primer comandante fue Luis Ángel Lynch Irwing en 1884.
Durante 1885 fue enviado por orden del presidente Domingo Santa María al mando de su comandante el capitán de navío Juan Esteban López, a hacer presencia en la Crisis de Panamá por el gobierno de Chile a dar apoyo y a proteger los intereses nacionales de Chile y los Estados Unidos de Colombia, debido a una revuelta en la zona de Panamá (en aquella época perteneciente a Colombia), lo cual amenazaba los intereses chilenos y su comercio exterior que se hacía a través del istmo por parte de Estados Unidos de Norteamérica. No tuvo ninguna participación efectiva salvo la de hacer presencia.
Le cupo el honor de trasladar en su cubierta desde Iquique, los restos del Capitán de Fragata Arturo Prat Chacón, Teniente Primero Ignacio Serrano Montaner y Sargento Juan de Dios Aldea Fonseca, recalando a Valparaíso el festivo 21 de mayo de 1888.
En Chile durante la Guerra Civil de 1891 junto al resto de escuadra apoyó al bando contrario al gobierno participando en las acciones como apoyo a las tropas de desembarco.
Su diseño de baja altura sobre la línea de flotación, siguiendo un paradigma similar al Huáscar, implicaba onerosos problemas de mantenimiento por la facilidad de humedecerse y oxidarse, por lo que se optó por venderlo a Japón.
Como Chile tenía un pacto de neutralidad con China en ese entonces, tal venta no podía ser realizada directamente, por lo que el navío fue vendido al Ecuador por 200 000 £ y, en menos de un mes, Ecuador se lo vendió a Japón por 300 000 £. El Esmeralda cruzó el Pacífico con bandera ecuatoriana, pero al mando de un comandante -el Capitán Emilio Garín- y una tripulación de origen chileno. Quedando al descubierto la operación, causó un gran escándalo en el Ecuador, al punto de precipitar la Revolución Liberal de ese entonces, que terminó derrocando al presidente Luis Cordero Crespo (1892-1895) y la llegada al poder del jefe liberal Eloy Alfaro Delgado (1895-1901).
El crucero Esmeralda llegó el 5 de febrero de 1895 a Sasebo, Japón, donde fue rebautizado como Izumi. En 1899, los japoneses reemplazaron el armamento secundario del barco con cañones de 4,7 pulgadas de disparo rápido y quitaron las cofas de combate del barco para mejorar su estabilidad. Dos años más tarde, los cañones de diez pulgadas del Izumi fueron eliminados en favor de cañones de cadencia rápida de 6 pulgadas. Entre las modificaciones, permaneció en servicio activo con el escuadrón naval permanente y participó en lo que la Oficina de Inteligencia Naval de Estados Unidos llamó "con mucho el ejercicio de entrenamiento naval más completo" jamás realizado por Japón hasta ese momento. Desplegado junto con gran parte del resto de la Armada Imperial Japonesa, el Izumi fue entrenado como crucero de avanzada de flota.
Participaría en la guerra contra China y en la Guerra ruso-japonesa de 1905, teniendo gracias a su velocidad, una destacada participación como crucero destacado en avanzada en la batalla de Tsushima. En mayo de 1905, durante la guerra ruso-japonesa, al mando del Capitán de Navío Ichiro Ishida era parte de la Tercera Escuadra del Vicealmirante Shichiro Kataoka. 
A las 06:55 horas del día 27, el Izumi divisó a la Escuadra Báltica rusa y dio la vuelta para incorporarse al grueso. 
Durante la batalla naval de Tsushima mantuvo permanentemente informado al Almirante Togo, a bordo del buque insignia Mikasa, de todos los movimientos del enemigo, quien pudo planear las operaciones que le dieron una aplastante victoria, gracias a los informes detallados que se le enviaban desde el Izumi. Por la importancia de los informes enviados por el Izumi, el Almirante Togo le concedió al buque el Diploma de mérito de Primera Clase.
El 1 de abril de 1912, el Izumi fue eliminado de la lista de la Armada Imperial Japonesa. Más tarde se vendió para desguace en Yokosuka por 90.975 yenes.